# 티머시 핀들리
티머시 핀들리(Timothy Findley, 본명: Timothy Irving Frederick Findley, 1930년 10월 30일 ∼ 2002년 6월 20일)는 캐나다의 소설가이자 극작가이다. 이름의 초성을 따서 '티프'(Tiff) 또는 '티피'(Tiffy)라는 애칭으로 널리 알려져 있다.

## 개요
티머시 핀들리는 캐나다에서 가장 주목받고 사랑받던 작가 중 한 사람이다. 많은 호평을 받은 소설들을 썼으며, 그중에는 최고 베스트셀러 ≪Headhunter≫, 길러 상(Giller Prize) 최종 후보작 ≪Pilgrim≫과 ≪The Piano Man's Daughter≫가 있다. 특히 ≪The Wars≫는 1977년 소설 부문, 마지막 희곡 ＜영국 왕 엘리자베스(Elizabeth Rex)＞는 2000년 연극 부문에서 캐나다 최고의 권위를 자랑하는 총독문학상(Governor General's Award)을 수상했다. 그리고 희곡 ＜The Stillborn Lover＞는 차머스 상(Chalmers Award)을 수상했다. 그는 1930년 캐나다 토론토 출생으로 소설가, 배우, 극작가로 활동했고, 2002년 6월 프랑스 프로방스에서 세상을 떠났다.
티머시 핀들리는 ‘캐나다 훈장(Officer of the Order of Canada)’과 ‘프랑스 예술문학 훈장(Chevalier de l'Ordre des Arts et des Lettres)’을 받았다.